# Saint-Hilaire-la-Croix
Saint-Hilaire-la-Croix település Franciaországban, Puy-de-Dôme megyében. Lakosainak száma 372 fő (2022. január 1.). Saint-Hilaire-la-Croix Blot-l’Église, Champs, Charbonnières-les-Vieilles, Jozerand, Marcillat, Montcel és Saint-Pardoux községekkel határos.

## Népesség
A település népessége az elmúlt években az alábbi módon változott:
| Lakosok száma | 315  | 334  | 347  | 348  | 354  | 360  | 364  | 368  | 372  |
|               | 2013 | 2015 | 2016 | 2017 | 2018 | 2019 | 2020 | 2021 | 2022 |